# معركة حران
معركة حران وقعت في 10 شعبان 497 هـ/ 7 مايو 1104 بين الدول الصليبية في إمارة أنطاكية وكونتية الرها، والسلاجقة. وهي أول معركة كبرى ضد الدول الصليبية الناشئة حديثاً في أعقاب الحملة الصليبية الأولى لتكون نقطة تحول ضد توسع الفرنجة. كان للمعركة تأثير كارثي على إمارة أنطاكية حيث استرد السلاجقة الأراضي التي كانوا قد فقدوها.

## خلفية المعركة
في عام 1104، هاجم وحاصر بلدوين الثاني أمير الرها مدينة حران. للحصول على دعمه الإضافي طلب بالدوين المساعدة من بوهموند الأول أمير أنطاكية وتانكرد أمير الجليل. توجّه بوهيموند وتانكرد شمالاً من أنطاكية إلى الرها للانضمام إلى بلدوين وجوسلين أمير كورتاني، يرافقهم برنارد من فالنسيا بطريرك أنطاكية وداغوبرت من بيزا بطريرك القدس وبينيديكت رئيس أساقفة الرها.
تجمّع السلاجقة، تحت قيادة جكرمش حاكم الموصل، وسوكمان حاكم الأراتقة في ماردين، في منطقة خابور، ربما في رأس العين . في مايو 1104 هاجموا الرها، ربما لإلهاء الصليبيين من حران، وربما لأخذ المدينة بينما كان الصليبيون في أماكن أخرى.

## المعركة
وفقا لابن القلانسي، وصل تانكرد وبوهيموند إلى الرها أثناء الحصار، ولكن وفقا لكتاب وقائع سنة 1234 (كتاب سرياني مجهول المؤلف يسرد التاريخ منذ البدأ حتى عام 1234)، وصلوا أولاً إلى أبواب حران. مهما يكن، ركب السلاجقة بعيدًا عن الصليبيين، تظاهروا بالتراجع وتتبعهم الصليبيون.
تظاهر السلاجقة بالتراجع في المناوشات الأولية بينما واصل الصليبيون سعيهم جنوبًا. وفقا لابن الأثير، وقعت المعركة الرئيسية على بُعد اثني عشر كيلومترا من حران.
معظم المؤرخين يقبلون حسابات ألبرت من آخين وفوشيه الشارتري، الذين حددوا المعركة في سهل مقابل مدينة الرقة، الرقة على بعد يومين من حران.
قاد كل من بلدوين وجوسلين الجناح اليساري في حين أن بوهيموند وتانكرد قادا حق أنطاكية. يقول رالف من كاين أن الصليبيين كانوا على حين غرة عندما تحول السلاجقة للقتال، لدرجة أن بلدوين وبوهيموند حاربوا دون درع.
خلال المعركة نفسها، تم توجيه قوات بلدوين بالكامل، مع القبض على بالدوين وجوسلين من قبل المسلمين.  تمكنت القوات الأنطاكية مع بوهيموند من الفرار إلى الرها. ومع ذلك، لم تأخذ جكرمش سوى كمية صغيرة من الغنائم، على الرغم من دفع الفدية، لم يتم الإفراج عن جوسلين وبلدوين إلا في وقت ما قبل 1108، و 1109 على التوالي.

## التأثير
كانت المعركة واحدة من الهزائم الصليبية الحاسمة الأولى والتي كانت لها عواقب خطيرة على إمارة أنطاكية. استغلت الامبراطورية البيزنطية الهزيمة لتفرض مطالبها على أنطاكية، وتستعيد اللاذقية ومناطق من قيليقيا. ثارت الكثير من البلدات الواقعة تحت حكم الأنطاكيين وأعادت القوات المسلمة احتلالها من حلب. الأراضي الأرمنية ثارت أيضاً لصالح البيزنطيين أو الأرمن. علاوة على ذلك، أدت هذه الأحداث في عودة بوهموند إلى إيطاليا ليجند المزيد من القوات، تاركاً تانكرد وصياً على عرش أنطاكية.
كتب وليام من صور أنه لم تكن هناك معركة أكثر كارثية من تلك. بالرغم من استعادة أنطاكية في العام التالي، إلا أن الامبراطور البيزنطي ألكسيوس الأول كومننوس فرض معاهدة دڤول على بوهموند، والتي جعلت من أنطاكية دولة تابعة للامبراطورية وقد وافق عليها تانكرد. تم الاستيلاء على أنطاكية ثانية في معركة ساحة الدم عام 1119؛ ولم تـُستـعـَد الرها مرة أخرى وظلت كذلك حتى عام 1144 بسبب الانقسامات بين المسلمين.